# منطقة موهلدورف أم إن
مِنطقَة مُوهلدُورف أَم إِن (بالأَلمانِيَّة: Landkreis Mühldorf am Inn) هي دائِرَة أَلمانِيَّة تَّابعة لمُحافظة باڤارِيا العُليَا في وِلاَية باڤارِيا في جُمهُوريَّة أَلمَانيَا الاِتّحاديّة. وتضُمّ مِنطقَة مُوهلدُورف أَم إِن ثلَاث مُدُن، وأَربعة أَسواق، وأَربع وعِشرِين بَلدة، وبَلدَة حُرّة بمِساحة تُقَدَّر بحَوالَي 805 كم2.

## التّقسِيمات الإِدارِيّة
تضُمّ مِنطقَة مُولدُورف أَم إِن ثلَاث مُدُن، وأَربعة أَسواق، وأَربع وعِشرِين بَلدة، وبَلدَة فِي المجَال الإِدارِيِّ الحُرَّ بمِساحة تُقَدَّر بحَوالَي 805 كم2. وهي كالتَّالي:

## معرض الصور

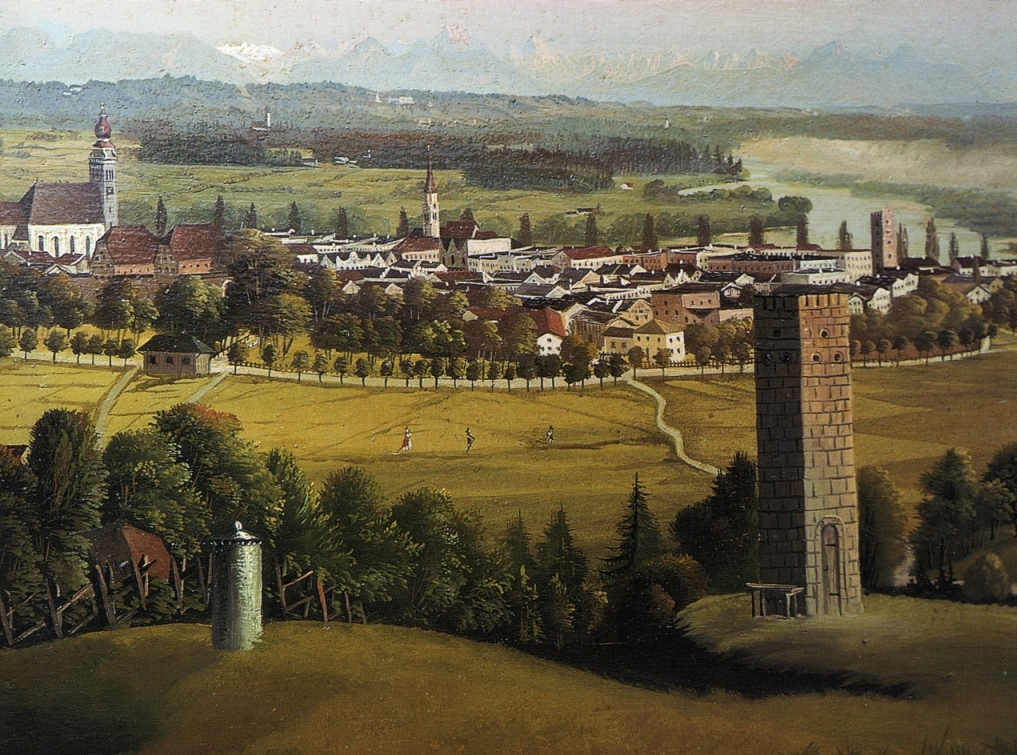
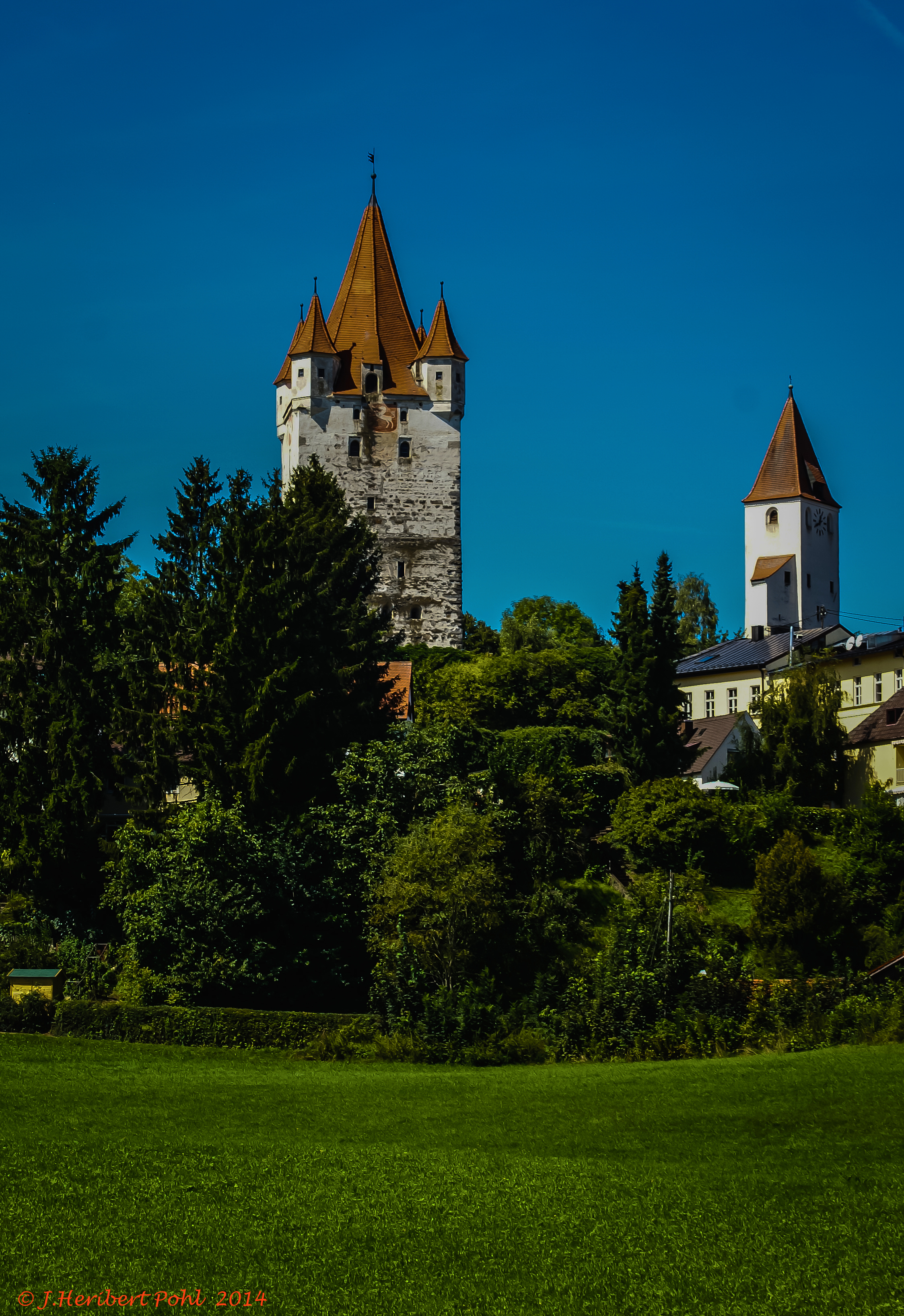
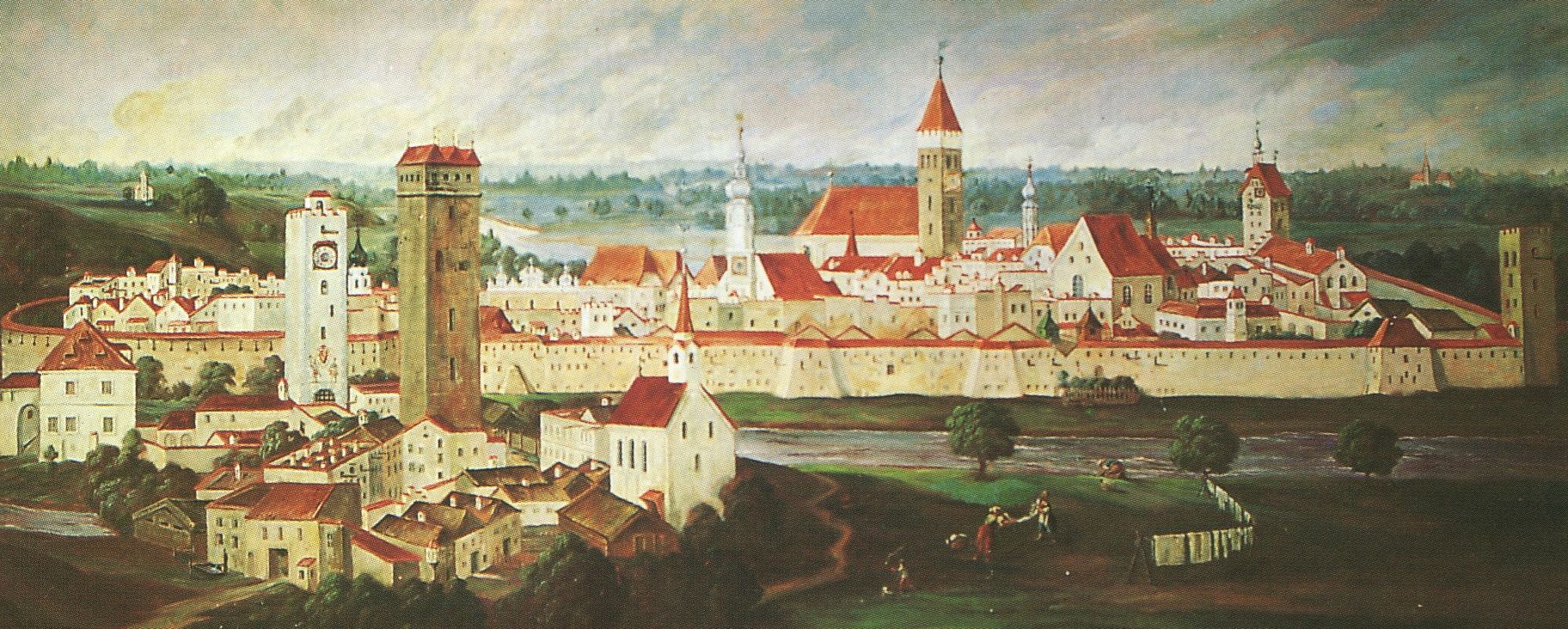
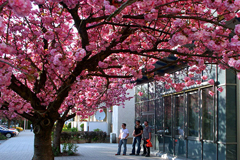

### المُدن
| اِسم المدِينة               | ٱلِٱسم بالأَلمانِيَّة          | عَدد السُكَّان | المِساحَة (كم²) |
| ------------------------- | ------------------------- | ---------- | ------------- |
| مُوهلدُورفر أَم إِن           | Stadt Mühldorf am Inn     | 19٬660     | 29            |
| مدِينة نُويِمَاركِت-زَآنكت ڤَآيْت | Stadt Neumarkt-Sankt Veit | 6٬204      | 61            |
| مدِينة ڤَآلِدكرَايببُورَغ       | Stadt Waldkraiburg        | 23٬042     | 21            |

### الأَسوَاق
| اِسم السُّوق          | ٱلِٱسم بالأَلمانِيَّة            | عَدد السُكَّان | المِساحَة (كم²) |
| ------------------ | --------------------------- | ---------- | ------------- |
| سُوق بُوشبَآَخْ         | (Markt Buchbach (Oberbayern | 3٬128      | 29            |
| سُوق جَارس أَم إِن     | Markt Gars am Inn           | 3٬903      | 44            |
| سُوق هَأغٌ            | Markt Haag in Oberbayern    | 6٬476      | 21            |
| سُوق كرَايِبُورَغ أَم إِن | Markt Kraiburg am Inn       | 3٬980      | 44            |

### البلدَات
| اِسم البلدَة           | ٱلِٱسم بالأَلمانِيَّة                                  | عَدد السُكَّان | المِساحَة (كم²) |
| -------------------- | ------------------------------------------------- | ---------- | ------------- |
| بَلْدَة أَمبفِينغٌ         | Gemeinde Ampfing                                  | 6٬415      | 31            |
| بَلْدَة أَشآُو أَم إِن      | Gemeinde Aschau am Inn                            | 3٬310      | 21            |
| بَلْدَة إِجّلكُوفِن         | Gemeinde Egglkofen                                | 1٬177      | 14            |
| بَلْدَة إِرهَارتينغٌ       | Gemeinde Erharting                                | 945        | 14            |
| بَلْدَة هِيلدِينشتَآيْن     | Gemeinde Heldenstein                              | 2٬552      | 20            |
| بَلْدَة جِيتِّينْبَآَخْ        | (Gemeinde Jettenbach (Oberbayern                  | 733        | 9             |
| بَلْدَة كِيرشدُورف        | (Gemeinde Kirchdorf (bei Haag in Oberbayern       | 1٬326      | 21            |
| بَلْدَة لُوهكِيرشِنَ        | Gemeinde Lohkirchen                               | 727        | 14            |
| بَلْدَة مَايتِّينْبِيت       | Gemeinde Maitenbeth                               | 2٬000      | 31            |
| بَلْدَة مِيتِّينْهَآيْمٌّ       | (Gemeinde Mettenheim (Bayern                      | 3٬507      | 27            |
| بَلْدَة نِيدِيربِيرغٌ كِيرشِنٌَ | Gemeinde Niederbergkirchen                        | 1٬212      | 24            |
| بَلْدَة نِيدِيرتآُوف كِيرشِنٌَ | Gemeinde Niedertaufkirchen                        | 1٬339      | 27            |
| بَلْدَة أُوبِربِيرغٌ كِيرشِنٌَ  | Gemeinde Oberbergkirchen                          | 2٬521      | 31            |
| بَلْدَة أُوبِرنُويِ كِيرشِنٌَ   | (Gemeinde Oberneukirchen (Oberbayern              | 835        | 16            |
| بَلْدَة بُولِّينغٌ          | (Gemeinde Polling (bei Mühldorf am Inn            | 3٬334      | 44            |
| بَلْدَة غاتِّينكِيرشِنٌَ      | Gemeinde Rattenkirchen                            | 958        | 20            |
| بَلْدَة غِيشتمِيهرِينغٌ     | Gemeinde Rechtmehring                             | 1٬833      | 24            |
| بَلْدَة غِيّشيرتسهَآيْمٌّ     | Gemeinde Reichertsheim                            | 1٬643      | 31            |
| بَلْدَة شُونبِيرغٌ         | (Gemeinde Schönberg (Oberbayern                   | 1٬035      | 25            |
| بَلْدَة شڤِيندِيغٌّ         | Gemeinde Schwindegg                               | 3٬580      | 21            |
| بَلْدَة تَآوفكِيرشِنٌَ       | (Gemeinde Taufkirchen (Landkreis Mühldorf am Inn) | 1٬358      | 25            |
| بَلْدَة أُونتِيرآيْت       | Gemeinde Unterreit                                | 1٬722      | 32            |
| بَلْدَة زَآنغٌبِيرغٌ        | Gemeinde Zangberg                                 | 1٬097      | 10            |

### البلدَات الحُرَّة
| اِسم البلدَة           | ٱلِٱسم بالأَلمانِيَّة               | المِساحَة (كم²) |
| -------------------- | ------------------------------ | ------------- |
| بَلْدَة مُوهلدُورفير هَارت | Gemeindefreies Mühldorfer Hart | 11            |

## وُصلات خارجيّة
- الصّفحة الرّسميّة لِمِنطقَة مُوهلدُورف أَم إِن (بالألمانية)